# Budinos

Mapa de Escitia. Al noreste se encontraban los budinis.

Los budinos fueron un pueblo de la Antigüedad ubicado al noreste de Escitia, que posiblemente se encontraban en el curso medio del río Volga, sobre Samara.
Heródoto (484-425 a. C.) describe a los budinos como pelirrojos y de ojos claros, viviendo de la caza en densos bosques. Dentro de su territorio, en una región boscosa, se encontraba una ciudad, que Heródoto considera semi griega, Gelono edificada completamente con madera. Si bien el historiador tiene cuidado de señalar que budinos y gelonos son dos pueblos distintos, a menudo fueron confundidos por los autores clásicos.
Los escritores posteriores no agregan ninguna información. Sólo se refieren a esta zona para hablar del tarandus, un tipo de ciervo que moró en los bosques budinos y que aparentemente se trataba del reno.